# Elizabeth Bragg
Pour les articles homonymes, voir Bragg.
Elizabeth Bragg (23 avril 1854 - 10 novembre 1929) est une ingénieure américaine. Elle est la première étudiante à recevoir un diplôme en génie civil d'une université américaine.

## Biographie
Élevée dans une famille bourgeoise, Elizabeth Bragg est l'une des neuf enfants de Robert Bragg et Mary Bragg, née Philbrook. Son père est un important constructeur de navires à San Francisco. Trois de ses frères sont entrés dans l'entreprise familiale alors qu'Elizabeth et ses sœurs entreprennent un parcours universitaire en enseignement, en sciences ou en génie,.  
En 1876, Elizabeth Bragg est diplômée en génie civil de l'Université de Californie à Berkley. Elle devient ainsi la première américaine à recevoir un diplôme en ingénierie, brisant l’un des tout premiers plafonds de verre autour de l'accès des femmes aux domaines des sciences,.  
En 1888, elle se marie avec George Cumming, ingénieur civil de la Southern Pacific Railroad Company. Elizabeth Bragg ne fera cependant jamais carrière dans l'ingénierie et se consacrera à son foyer et à sa famille. 